# Sanningen, Tiden och Historien
Sanningen, Tiden och Historien (spanska: La Verdad, el Tiempo y la Historia) eller Spanien, Tiden och Historien (spanska: España, el Tiempo y la Historia) är en oljemålning av den spanske konstnären Francisco de Goya från 1812–1814. Den ingår i Nationalmuseums samlingar i Stockholm sedan 1961. 
Målnings tema är ett känt barockmotiv som visar Tiden, Sanning och Historien. Allegorierna är baserade på Cesare Ripas Iconologia från 1593. Bilden visar hur Historien är vittne när den Tiden avslöjar Sanningen. Historien symboliseras av en skrivande kvinna. Sanningen är en äldre man med vingar och timglas. Tiden symboliseras av en kvinna, ofta naken såsom i oljeskissen från 1797–1799. I Stockholmsversionen är hon dock påklädd och symboliserar även Spanien. Hon håller en spira, en rikssymbol och en bok, den konstitution Spanien antog 1812, mitt under spanska självständighetskriget mot Napoleon. Den dubbla symboliken understryker författningens berättigande.
Målningen är också baserad på en oljeskiss med samma namn som Goya själv gjorde redan 1797–1799. Den målningen ingår i Museum of Fine Arts samlingar i Boston.

## Relaterade målningar

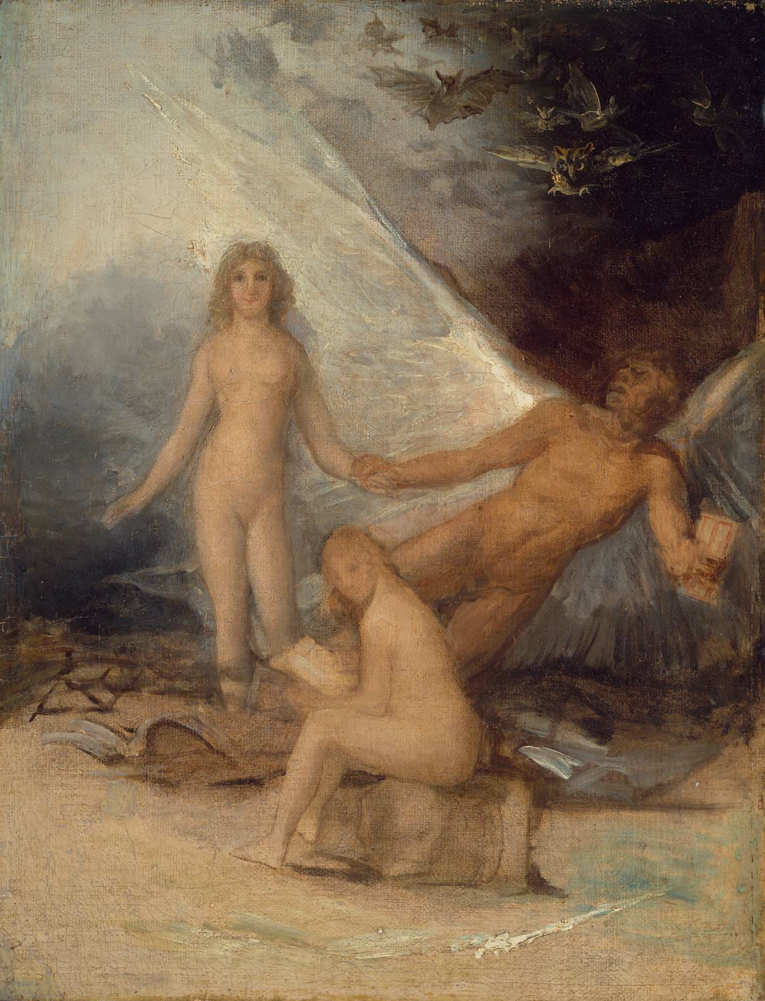
Oljeskiss till Sanningen, Tiden och Historien från 1797–1799, utställd på Museum of Fine Arts
Goyas Poesin och skalderna, utställd på Nationalmuseum.
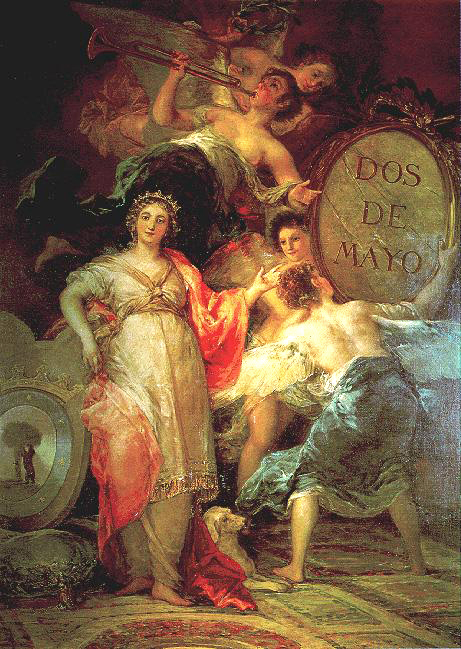
Goyas Allegori över staden Madrid från 1809, utställd på Museo de Historia de Madrid.